# Алиса, герцогиня Глостерская
Алиса, герцогиня Глостерская (англ. Princess Alice, Duchess of Gloucester, в девичестве Монтегю-Дуглас-Скотт (англ. Montagu Douglas Scott); 25 декабря 1901, Вестминстер, Лондон — 29 октября 2004, Кенсингтонский дворец, Лондон) — жена, а затем вдова Генри, герцога Глостерского, третьего сына короля Георга V и Марии Текской, брата королей Эдуарда VIII и Георга VI.
В качестве исключения, после смерти мужа ей был дан титул принцессы Великобритании. В 2001 году герцогиня стала вторым членом королевской семьи Великобритании после королевы Елизаветы, королевы-матери, отметившим 100-й день рождения; на момент своей смерти в 2004 герцогиня была самым долгоживущим членом королевской семьи, до сих пор удерживая рекорд по продолжительности жизни.

## Ранняя жизнь
Алиса Кристабель Монтегю-Дуглас-Скотт родилась 25 декабря 1901 года в Монтегю-хаусе в Вестминстере, в одном из районов Лондона. Её отцом был Джон Монтегю-Дуглас-Скотт, 7-й герцог Баклю и 9-й герцог Куинсберри, матерью — леди Маргарет Бриджмен. Леди Алиса по линии отца была потомком английского короля Карла II. Новорожденной девочке родители дали второе имя Кристабель в честь того, что она родилась как раз в канун Рождества. Алиса большую часть детства провела в поместьях семьи в разных регионах Великобритании.

## Брак
В августе 1935 года Алиса обручилась с принцем Генри Великобританским, герцогом Глостерским. Он был третьим сыном короля Георга V и его супруги королевы Марии Текской. Он был братом короля Эдуарда VIII и Георга VI, а также дядей королевы Елизаветы II. Генри и Алиса поженились 6 ноября того же года в Букингемском дворце. Проведение свадьбы было запланировано в Вестминстерском аббатстве, но 19 октября умер отец невесты, да и состояние короля было очень тяжёлым. Свадьбу решили провести в более узком кругу. Среди гостей на свадьбе присутствовали король и королева, сестра леди Ангела Скотт, племянница леди Элизабет Скотт, Клер Филиппс, Энн Хокинс, племянницы мужа принцессы Елизавета и Маргарет Йоркские, двоюродная сестра мужа леди Маргарет Кембриджская. Через два месяца 20 января 1936 года король Георг V умер. Королём стал брат Генри Эдуард.
Сначала супруги жили в Олдершоте, где её супруг проходил военную службу. После отречения в декабре 1936 года короля Эдуарда VIII Генри оставил службу и стал больше времени уделять общественным обязанностям. Супруги стали проживать в Сент-Джеймском дворце в Лондоне, а в 1938 году приобрели поместье Барнвелл Манор в Нортгемптоншире. В браке родилось двое сыновей:
- Уильям Глостерский (18 декабря 1941 — 28 августа 1972) — погиб в авиационной катастрофе, женат не был;
- Ричард, герцог Глостерский (род. 26 августа 1944) — следующий герцог Глостерский.

Исполняя свои королевские обязанности, герцог и герцогиня много путешествовали. Во время Второй мировой войны герцогиня работала в Красном кресте и Ордене Святого Иоанна. Алиса стала главой Женской авиации (WAAF) в 1939 году как старший контролер. Она также работала заместителем королевы Елизаветы, супруги Георга VI в корпусе медсестёр Лондона. С 1945 по 1947 Алиса вместе с мужем жила в Канберре, столице Австралии, где её муж был назначен генерал-губернатором. Герцогиня Глостерская была полковником около десятка полков Великобритании, среди которых Собственный Его Величества шотландский пограничный полк, Нортгемптонширский полк, 2-й восточноанглийский полк, Королевский английский полк, Королевский гусарский полк, Королевские ирландские рейнджеры.

## Дальнейшая жизнь
28 августа 1972 года её старший сын Уильям погиб в авиационной катастрофе. Наследником стал младший сын Ричард.
10 июня 1974 года умер герцог. После его смерти королева Елизавета II дала своей тёте титул Её Королевское Высочество Алиса, герцогиня Глостер, а также, в качестве исключения, присвоила ей титул принцессы Великобритании, который ранее получали лишь принцессы по рождению.
В 1981 году были опубликованы «Воспоминания принцессы Алисы, герцогини Глостер». В 1991 году она выпустила книгу повторно, как «Воспоминания о девяноста лет». В 1994 году, из-за финансовых проблем, принцесса Алиса переехала из поместья Барнвелл Манор в Кенсингтонский дворец, где она стала жить с сыном и невесткой. В 1999 году было объявлено, что принцесса Алиса больше не может исполнять свои общественные обязанности за пределами Кенсингтонского дворца.
В декабре 2001 года она вместе с семьей отмечала свой столетний юбилей. Это было последнее публичное появление герцогини Глостер (а также последнее для принцессы Маргарет, сестры королевы Елизаветы II, которая скончалась 9 февраля 2002 года). После смерти в возрасте 101 года королевы-матери Елизаветы, принцесса Алиса стала старейшим членом британской королевской семьи.
21 августа 2003 года герцогиня Глостер стала старейшим членом британской королевской семьи за всю историю.
Принцесса Алиса умерла 29 октября 2004 года во сне в Кенсингтонском дворце. Её похороны состоялись 5 ноября в часовне Святого Георгия в Виндзоре, она упокоилась рядом с мужем и старшим сыном на Королевском кладбище Фрогмор. В траурной процессии приняла участие королева Елизавета II и другие члены королевской семьи.

## Титулы и награды

### Титулы
- 25 декабря 1901 — 5 ноября 1935: Леди Алиса Монтегю-Дуглас-Скотт
- 6 ноября 1935 — 10 июня 1974: Её Королевское Высочество Герцогиня Глостерская
- 10 июня 1974 — 29 октября 2004: Её Королевское Высочество Принцесса Алиса, герцогиня Глостер

### Награды

#### Великобритания
- GCB: Орден Бани, 2 апреля 1975
- CI: Орден Индийской короны, 9 июня 1937[1]
- GCVO: Королевский Викторианский орден, 1948
- GBE: Орден Британской империи, 11 мая 1937
- GCStJ: Орден Святого Иоанна Иерусалимского, 1936
- Королевский семейный орден короля Георга V, 1935
- Королевский семейный орден Георга VI, 1937
- Королевский семейный орден Елизаветы II, 1952

Зарубежные
- Орден Короны Румынии, 1938
- Орден Добродетельности, 1950
- Орден царицы Савской, 1958

## Публикации
- The Royal Encyclopedia / Ronald Allison and Sarah Riddell, eds. — London: Macmillan, 1991. — ISBN 0-333-53810-2.
- Marlene A. Eilers. Queen Victoria’s Descendants. — New York: Atlantic International Publishing, 1987. — ISBN 91-630-5964-9.
- Princess Alice, Duchess of Gloucester. The Memoirs of Princess Alice, Duchess of Gloucester. — London: Collins, 1983. — ISBN 0-00-216646-1.
- Princess Alice, Duchess of Gloucester. Memories of Ninety Years. — London: Collins & Brown Ltd, 1991. — ISBN 1-85585-048-6.